# دانشکده دندانپزشکی سمنان
دانشکده دندانپزشکی دانشگاه علوم پزشکی سمنان یکی از دانشکده‌های دندانپزشکی ایران وابسته به دانشگاه علوم پزشکی سمنان در سمنان است.

## تاریخچه
دانشکده دندانپزشکی سمنان در سال ۱۳۹۳ بنیانگذاری شد. هم‌اکنون ریاست این دانشکده را الهام افراز برعهده دارد.